# Nuoto ai campionati mondiali di nuoto 2023 - 100 metri stile libero femminili
La gara di nuoto dei 100 metri stile libero femminili dei campionati mondiali di nuoto 2023 è stata disputata il 27 e 28 luglio 2023 presso il Marine Messe Fukuoka di Fukuoka. Vi hanno preso parte 79 atlete provenienti da 74 nazioni.
La competizione è stata vinta dalla nuotatrice australiana Mollie O'Callaghan, mentre l'argento e il bronzo sono andati rispettivamente alla hongkonghese Siobhán Haughey e all'olandese Marrit Steenbergen.

## Podio
| Posizione | Atleta             | Nazionalità |
| --------- | ------------------ | ----------- |
| Oro       | Mollie O'Callaghan | Australia   |
| Argento   | Siobhán Haughey    | Hong Kong   |
| Bronzo    | Marrit Steenbergen | Paesi Bassi |

## Programma
| Data           | Ora (UTC+9) | Turno      |
| -------------- | ----------- | ---------- |
| 27 luglio 2023 | 10:32       | Batterie   |
| 27 luglio 2023 | 20:11       | Semifinali |
| 28 luglio 2023 | 20:02       | Finale     |

## Record
Prima della competizione il record del mondo e il record dei campionati erano i seguenti:
| Record mondiale       | 51"71 | Sarah Sjöström Svezia | 23 luglio 2017 Budapest, Ungheria |
| Record dei campionati | 51"71 | Sarah Sjöström Svezia | 23 luglio 2017 Budapest, Ungheria |

Nel corso della competizione non sono stati migliorati.

## Risultati

### Batterie
| Pos. | Batteria | Corsia | Atleta                   | Nazionalità               | Tempo   | Note             |
| ---- | -------- | ------ | ------------------------ | ------------------------- | ------- | ---------------- |
| 1    | 7        | 4      | Siobhán Haughey          | Hong Kong                 | 53"15   | Q                |
| 2    | 7        | 5      | Abbey Weitzeil           | Stati Uniti               | 53"25   | Q                |
| 3    | 6        | 4      | Emma McKeon              | Australia                 | 53"40   | Q                |
| 4    | 7        | 3      | Marie Wattel             | Francia                   | 53"59   | Q                |
| 5    | 6        | 2      | Michelle Coleman         | Svezia                    | 53"72   | Q                |
| 6    | 6        | 5      | Marrit Steenbergen       | Paesi Bassi               | 53"82   | Q                |
| 7    | 8        | 4      | Mollie O'Callaghan       | Australia                 | 54"01   | Q                |
| 8    | 8        | 3      | Cheng Yujie              | Cina                      | 54"11   | Q                |
| 9    | 6        | 6      | Stephanie Balduccini     | Brasile                   | 54"15   | Q                |
| 10   | 6        | 3      | Béryl Gastaldello        | Francia                   | 54"16   | Q                |
| 11   | 8        | 5      | Kate Douglass            | Stati Uniti               | 54"41   | Q                |
| 12   | 8        | 6      | Yang Junxuan             | Cina                      | 54"45   | Q                |
| 13   | 7        | 8      | Sofia Morini             | Italia                    | 54"50   | Q                |
| 14   | 6        | 1      | Aimee Canny              | Sudafrica                 | 54"60   | Q                |
| 15   | 8        | 2      | Signe Bro                | Danimarca                 | 54"61   | Q                |
| 16   | 7        | 6      | Rikako Ikee              | Giappone                  | 54"67   | Q                |
| 17   | 6        | 8      | Snæfríður Jórunnardóttir | Islanda                   | 54"74   | Record nazionale |
| 17   | 7        | 2      | Kalia Antoniou           | Cipro                     | 54"74   |                  |
| 19   | 6        | 7      | Kornelia Fiedkiewicz     | Polonia                   | 54"82   |                  |
| 20   | 8        | 8      | Hur Yeon-kyung           | Corea del Sud             | 54"97   |                  |
| 21   | 7        | 1      | Barbora Seemanová        | Rep. Ceca                 | 55"04   |                  |
| 22   | 8        | 7      | Janja Šegel              | Slovenia                  | 55"12   |                  |
| 23   | 5        | 5      | Jillian Crooks           | Isole Cayman              | 55"17   | Record nazionale |
| 24   | 6        | 0      | Elisbet Gámez            | Cuba                      | 55"40   |                  |
| 25   | 7        | 0      | Carmen Weiler Sastre     | Spagna                    | 55"46   |                  |
| 26   | 8        | 0      | Victoria Catterson       | Irlanda                   | 55"56   |                  |
| 27   | 5        | 3      | Anicka Delgado           | Ecuador                   | 55"57   |                  |
| 28   | 8        | 1      | Roos Vanotterdijk        | Belgio                    | 55"89   |                  |
| 29   | 8        | 9      | Chelsey Edwards          | Nuova Zelanda             | 56"04   |                  |
| 30   | 5        | 4      | Teresa Ivan              | Slovacchia                | 56"16   |                  |
| 31   | 6        | 9      | Quah Ting Wen            | Singapore                 | 56"52   |                  |
| 32   | 7        | 9      | Nina Kost                | Svizzera                  | 56"60   |                  |
| 33   | 5        | 2      | Inés Marín               | Cile                      | 56"90   | Record nazionale |
| 34   | 4        | 5      | Elisabeth Timmer         | Aruba                     | 57"86   |                  |
| 35   | 5        | 6      | Maddy Moore              | Bermuda                   | 58"01   |                  |
| 36   | 5        | 7      | Mia Blazhevska Eminova   | Macedonia del Nord        | 58"05   |                  |
| 37   | 5        | 9      | Ani Poghosyan            | Armenia                   | 58"80   |                  |
| 38   | 4        | 2      | Zaylie Thompson          | Bahamas                   | 58"89   |                  |
| 39   | 1        | 9      | Maria Brunlehner         | SMF                       | 59"00   |                  |
| 40   | 5        | 1      | Maxine Egner             | Botswana                  | 59"02   |                  |
| 41   | 4        | 3      | Adriana Giles            | Bolivia                   | 59"17   |                  |
| 42   | 4        | 4      | Mya Azzopardi            | Malta                     | 59"27   |                  |
| 43   | 5        | 8      | Sabrina Lyn              | Giamaica                  | 59"38   |                  |
| 44   | 4        | 7      | Kirabo Namutebi          | Uganda                    | 59"50   |                  |
| 45   | 4        | 8      | Tilly Collymore          | Grenada                   | 59"85   |                  |
| 46   | 4        | 1      | Paige van der Westhuizen | Zimbabwe                  | 1'00"12 |                  |
| 47   | 4        | 6      | Mariel Mencia            | Rep. Dominicana           | 1'00"13 |                  |
| 48   | 5        | 0      | Isabella Alas            | El Salvador               | 1'00"58 |                  |
| 49   | 4        | 0      | Aleka Persaud            | Guyana                    | 1'00"67 | Record nazionale |
| 50   | 3        | 2      | Aunjelique Liddie        | Antigua e Barbuda         | 1'01"07 |                  |
| 51   | 3        | 3      | Georgia-Leigh Vele       | Papua Nuova Guinea        | 1'01"17 |                  |
| 52   | 1        | 0      | Asma Lefalher            | Bahrein                   | 1'01"18 |                  |
| 53   | 4        | 9      | Jehanara Nabi            | Pakistan                  | 1'01"39 | Record nazionale |
| 54   | 3        | 4      | Mariam Mithqal           | Giordania                 | 1'01"69 |                  |
| 54   | 3        | 8      | Mia Lee                  | Guam                      | 1'01"69 |                  |
| 56   | 3        | 5      | Dorcas Abeng             | Nigeria                   | 1'01"81 |                  |
| 57   | 1        | 1      | Katie Rock               | Albania                   | 1'01"89 |                  |
| 58   | 3        | 0      | Makelyta Singsombath     | Laos                      | 1'01"90 |                  |
| 59   | 3        | 9      | Duana Lama               | Nepal                     | 1'01"93 |                  |
| 60   | 3        | 6      | Kaiya Brown              | Samoa                     | 1'02"01 |                  |
| 61   | 1        | 8      | Mya de Freitas           | Saint Vincent e Grenadine | 1'02"19 |                  |
| 62   | 3        | 7      | Jovana Kuljaca           | Montenegro                | 1'02"31 |                  |
| 63   | 1        | 4      | Hayley Wong              | Brunei                    | 1'03"48 |                  |
| 64   | 2        | 4      | Charissa Panuve          | Tonga                     | 1'03"51 |                  |
| 65   | 3        | 1      | Anastasiya Morginshtern  | Turkmenistan              | 1'03"86 |                  |
| 66   | 1        | 7      | Sophia Latiff            | Tanzania                  | 1'04"47 |                  |
| 67   | 2        | 5      | Saba Sultan              | Kuwait                    | 1'05"49 |                  |
| 68   | 2        | 3      | Tayamika Chang'Anamuno   | Malawi                    | 1'06"58 |                  |
| 69   | 1        | 6      | Mashael Al-Ayed          | Arabia Saudita            | 1'07"66 |                  |
| 70   | 2        | 1      | Siwakhile Dlamini        | eSwatini                  | 1'07"78 |                  |
| 71   | 2        | 7      | Rana Saadeldin           | Sudan                     | 1'08"38 |                  |
| 72   | 1        | 3      | Kayla Hepler             | Isole Marshall            | 1'09"01 |                  |
| 73   | 2        | 9      | Loane Russet             | Vanuatu                   | 1'10"17 |                  |
| 74   | 2        | 2      | Yuri Hosei               | Palau                     | 1'10"20 |                  |
| 75   | 2        | 6      | Iman Kouraogo            | Burkina Faso              | 1'10"65 |                  |
| 76   | 1        | 5      | Alia Ishimwe             | Burundi                   | 1'13"45 |                  |
| 77   | 2        | 8      | Imelda Ximenes           | Timor Est                 | 1'17"14 |                  |
|      | 1        | 2      | Mariama Sow              | Guinea                    | dns     |                  |
|      | 2        | 0      | Abbi Illis               | Sint Maarten              | dns     |                  |
|      | 7        | 7      | Petra Senánszky          | Ungheria                  | dns     |                  |

Spareggio
| Pos. | Corsia | Atleta                   | Nazionalità | Tempo | Note |
| ---- | ------ | ------------------------ | ----------- | ----- | ---- |
| 1    | 4      | Snæfríður Jórunnardóttir | Islanda     | 54"87 |      |
| 2    | 5      | Kalia Antoniou           | Cipro       | 55"06 |      |

### Semifinali
| Pos. | Semifinale | Corsia | Atleta               | Nazionalità | Tempo | Note |
| ---- | ---------- | ------ | -------------------- | ----------- | ----- | ---- |
| 1    | 1          | 3      | Marrit Steenbergen   | Paesi Bassi | 52"82 | Q    |
| 2    | 2          | 6      | Mollie O'Callaghan   | Australia   | 52"86 | Q    |
| 3    | 2          | 4      | Siobhán Haughey      | Hong Kong   | 52"90 | Q    |
| 4    | 2          | 5      | Emma McKeon          | Australia   | 53"00 | Q    |
| 5    | 1          | 4      | Abbey Weitzeil       | Stati Uniti | 53"36 | Q    |
| 6    | 2          | 7      | Kate Douglass        | Stati Uniti | 53"38 | Q    |
| 7    | 2          | 3      | Michelle Coleman     | Svezia      | 53"41 | Q    |
| 8    | 1          | 7      | Yang Junxuan         | Cina        | 53"67 | Q    |
| 9    | 1          | 5      | Marie Wattel         | Francia     | 53"83 |      |
| 10   | 1          | 6      | Cheng Yujie          | Cina        | 53"92 |      |
| 11   | 2          | 8      | Signe Bro            | Danimarca   | 53"94 |      |
| 12   | 1          | 2      | Béryl Gastaldello    | Francia     | 54"49 |      |
| 13   | 2          | 2      | Stephanie Balduccini | Brasile     | 54"69 |      |
| 14   | 2          | 1      | Sofia Morini         | Italia      | 54"72 |      |
| 15   | 1          | 8      | Rikako Ikee          | Giappone    | 54"86 |      |
| 16   | 1          | 1      | Aimee Canny          | Sudafrica   | 54"87 |      |

### Finale
| Pos.    | Corsia | Atleta             | Nazionalità | Tempo | Note |
| ------- | ------ | ------------------ | ----------- | ----- | ---- |
| Oro     | 5      | Mollie O'Callaghan | Australia   | 52"16 |      |
| Argento | 3      | Siobhán Haughey    | Hong Kong   | 52"49 |      |
| Bronzo  | 4      | Marrit Steenbergen | Paesi Bassi | 52"71 |      |
| 4       | 7      | Kate Douglass      | Stati Uniti | 52"81 |      |
| 5       | 6      | Emma McKeon        | Australia   | 55"83 |      |
| 6       | 2      | Abbey Weitzeil     | Stati Uniti | 53"34 |      |
| 7       | 1      | Michelle Coleman   | Svezia      | 53"83 |      |
| 8       | 8      | Yang Junxuan       | Cina        | 54"09 |      |